# Стратегічний матеріал
Стратегічний матеріал — будь-який вид сировини, який  важливий для реалізації стратегічного плану та управління ланцюгами поставок особи чи організації. Відсутність постачань стратегічних матеріалів може порушити виробництво організацією чи державою продукції, яка потребує цих матеріалів.
У сфері національної безпеки стратегічні матеріали, як правило, це сировина, яка має особливе значення для уряду чи нації, зокрема під час війни. Вона набуває стратегічного значення через власну необхідність для досягнення  економічних або військових цілей. Деякі матеріали відносно прості, але необхідні у великих кількостях під час війни (як приміром, залізо). Інші є рідкісними або потребують складної обробки (рідкісноземельні метали, штучні алмази). Хоча вони не потрібні у великих кількостях, їх незамінність і критична необхідність робить їх особливо цінними. Продукти харчування, як правило, не класифікуються як стратегічні матеріали: незважаючи на життєво важливе значення, вони розглядаються окремо.